# Бонем, Жан-Франсуа
Жан-Франсуа Бонем (фр. Jean-François Bonhème; род. 12 июля 1949, XIV округ Парижа) — французский легкоатлет, специалист по прыжкам в длину. Выступал за сборную Франции по лёгкой атлетике в 1970-х годах, чемпион Европы в помещении, обладатель серебряной медали Всемирной Универсиады, победитель и призёр ряда крупных международных турниров.

## Биография
Жан-Франсуа Бонем родился 12 июля 1949 года в Париже, Франция. Занимался лёгкой атлетикой в Парижском университетском клубе.
Будучи студентом, в 1970 году представлял Францию на Всемирной Универсиаде в Турине, где в зачёте прыжков в длину занял 11-е место.
В 1972 году в той же дисциплине выиграл серебряную медаль на международном турнире в Цюрихе.
В 1973 году отметился победами на турнире в Коломбе и на чемпионате Франции в Париже, в обоих случаях показал наивысший для себя результат 8,19 метра (данный результат не ратифицирован World Athletics как личный рекорд). Помимо этого, превзошёл всех соперников в полуфинале Кубка Европы в Ницце, завоевал серебряную награду на Всемирной Универсиаде в Москве, уступив в финале только советскому прыгуну Валерию Подлужному.
В 1974 году с личным рекордом и на тот момент рекордом соревнований 8,17 победил на чемпионате Европы в помещении в Гётеборге, был лучшим на домашнем турнире в Ницце, выступил на чемпионате Европы в Риме — на предварительном квалификационном этапе прыгнул на 7,43 метра, чего оказалось недостаточно для выхода в финал.
В 1975 году стал четвёртым на Средиземноморских играх в Алжире и шестым на Всемирной Универсиаде в Риме. На Универсиаде также бежал эстафету 4×100 метров, вместе с соотечественниками показал в финале шестой результат.
В 1976 году в прыжках в длину одержал победу на домашних соревнованиях в Коломбе.
В течение своей спортивной карьеры Бонем в общей сложности пять раз выигрывал чемпионаты Франции в прыжках в длину: трижды на открытом стадионе (1973, 1974, 1979) и дважды в помещении (1972, 1974).